# رودولف کلراوش
 رودولف کلراوش (انگلیسی: Rudolf Kohlrausch؛ زاده ۶ نوامبر ۱۸۰۹ – درگذشته ۸ مارس ۱۸۵۸) یک فیزیک‌دان اهل آلمان بود.